# 茄荖媽助圳
茄荖媽助圳或稱媽助圳，是南投縣草屯鎮北方的一條灌溉圳道，引水自烏溪，總長約十公里（含支圳長度），有茄荖支圳和茄荖支圳北圳兩條支流，沿途流經御史里、新豐里、新庄 里、加老里等草屯北部村里。
乾隆元年（1736年），洪氏族人進入草屯北部的石頭埔（今加老里、新庄 里）拓墾，領袖洪媽助為開發農田，遂集資開鑿引水通道，並命名為媽助圳。至道光朝時再加修茄荖圳延伸。後日治時期重新測量改善台灣圳路水利，明治三十六年（1903年）將媽助圳和茄老圳整合，改稱茄荖媽助圳至今。